# Punto de acumulación
En topología, el concepto de punto de acumulación (también denominado punto límite o punto de aglomeración ) de un conjunto en un espacio captura la noción informal de punto que está arbitrariamente próximo a otros puntos del conjunto sin pertenecer necesariamente a él. Informalmente hablando, un punto de acumulación  de un conjunto S en un espacio topológico X es un punto x en X que puede ser aproximado por puntos de S distintos a x tanto como se desee.  
Este concepto generaliza la noción de límite y puede ser base de conceptos como conjunto cerrado y cerradura topológica. Ciertamente, un conjunto es cerrado si y solo si contiene todos sus puntos de acumulación, y la operación topológica de cerradura puede considerarse como el resultado de agregar a un conjunto todos sus puntos de acumulación.

## Definición
Sea {\displaystyle (X,\tau )} un espacio topológico y S un subconjunto de X. Diremos que x es un punto de acumulación de S si y solamente si para cualquier subconjunto abierto U del espacio X que contenga al punto x, {\displaystyle U_{x}} se tiene que {\displaystyle S\cap (U_{x}-\{x\})\neq \emptyset }.
Ejemplos
- El intervalo {\displaystyle (0,1)} tiene como puntos de acumulación a todos los puntos del intervalo {\displaystyle [0,1]}.

- Un conjunto finito de números reales en la topología estándar no tiene puntos de acumulación.

- Sin embargo, cualquier número es un punto de acumulación de un conjunto finito en la topología trivial de los números reales.

- {\displaystyle \mathbb {N} } no tiene puntos de acumulación cuando se considera como subconjunto de {\displaystyle \mathbb {R} } en la topología estándar. Por lo tanto, cada punto en {\displaystyle N} es aislado.

## Propiedades

### Caracterización de los puntos de acumulación
x es un punto límite de S si y solo si está en la cerradura de S \ {x}.
'Demostración:  Partamos del hecho de que un punto está en la cerradura de un conjunto si y solo si toda vecindad del punto tiene intersección no vacía con el conjunto.  Ahora, x es un punto límite de S ssi toda vecindad de x contiene un punto de S distinto a x ssi toda vecindad de x contiene un punto de S \ {x} sii x está en la cerradura de S \ {x}.
- Si usamos L(S) para denotar  el conjunto de puntos límite de S, entonces tenemos la siguiente caracterización de la cerradura de S: La cerradura de S es igual a la unión de S y L(S).
  - Demostración: Supongamos que x está en la cerradura de S.  Si x está en S, está demostrado.  Si x no está en S, entonces toda vecindad de x contiene un punto de S, y este punto no puede ser x.  En otras palabras, x es un punto límite de S y x está en L(S).

Recíprocamente, si x está en S, entonces toda vecindad de x claramente tiene intersección no vacía con S, así que x está en la cerradura de S.  Si x está en L(S), entonces toda vecindad de x contiene un punto de S (distinto de x), así que x está en la cerradura de S.  Esto completa la prueba.
- Un corolario de este resultado nos da una caracterización de los conjuntos cerrado: un conjunto S es cerrado si y solo si este contiene a todos sus puntos límite.

### Caracterización de conjuntos cerrados
- Teorema: {\displaystyle E\,} es un conjunto cerrado si {\displaystyle E'\subset E} , donde {\displaystyle E'\,} es el conjunto de todos los puntos de acumulación de {\displaystyle E\,}.

Válido para cualquier espacio (métricos, topológicos, etc).

### Otras propiedades
- Ningún punto aislado es el punto de límite de un conjunto que no lo contenga.
- Un espacio X es discreto si y solo si ningún subconjunto de X tiene puntos límites.
- Si un espacio X tiene la topología trivial y S es un subconjunto de X con más de un elemento, entonces todos los elementos de X son puntos límites de S.